# Dulacia singularis
Dulacia singularis är en tvåhjärtbladig växtart som beskrevs av Vell.. Dulacia singularis ingår i släktet Dulacia och familjen Olacaceae. Inga underarter finns listade i Catalogue of Life.